# قصر خل
قصر خل هو قصر تاريخي يقع في الجزء الغربي من المملكة العربية السعودية وبالتحديد في منطقة المدينة المنورة.

## التسمية
ذكر أحمد بن عبد الحميد العباسي في كتاب عمدة الأخبار في مدينة المختار أن كلمة الخل تنطق بالخاء المعجمة ويقال له: حصن خل بظاهر الحرة غربي بطحان على طريق رومة . قلت : دخلته وهو جاهلي وفيه بئر منقورة في الجبل غزيرة وكبيرة وعميقة فقط ما كانت فيه من أبنية غير هذه البئر المذكورةلأنه كان الحصن جعل فيه مسيل منه وقت المطر فيجتمع الماء في البئر ولا ماء فيها غيرماء المطر الذي يدخل فيها من الحصن وكان سبخاً من أول الزمان .

## البناء
ذكر المؤرخ الأموي ابن زبالة أن الخليفة معاوية بن أبي سفيان بنى قصر خل ليكون حصنًا وقد سمي بقصر خل لأنه بني على خل من الحرة فيل له: لو كان كوزماء ما بلغوه حتى يقتطعوا دونه، فلما شرى بير حاء بنى قصر بن حديلة في موضعها للذي كان يخاف من ذلك وتم تحويل القصر أحيانًا في بعض السنوات إلى سجن.